# GA 芸術科アートデザインクラス
『GA 芸術科アートデザインクラス』（ジーエー げいじゅつかアートデザインクラス）は、きゆづきさとこによる日本の4コマ漫画。同作品を原作としたテレビアニメが2009年7月から9月にかけて放送された。

## 概要
とある高校の美術専攻クラス「芸術科Aクラス (GA)」の1年生である個性豊かな女の子5人を中心に、美術に関するマニアックな雑学的知識を交えつつの授業風景など、彼女たちが巻き起こす賑やかな学園生活を4コマ漫画の形式で描いている。表題のGAとは、前述のように作中においては物語の主要な舞台である芸術科Aクラスを意味するが（「#主な舞台」も参照）、作者によればこの表題には「グループアクション (Group Action)」の意味も込められているという。これは作者のきゆづきさとこが以前に仕事をしていたプレイバイメールゲーム会社で用いられていた「複数プレイヤーによる協力行動」を意味するゲーム用語に由来し、個人では限られた行動しか行えないゲームプレイヤーが複数集まることによって大きな行動を起こすことができるように、ひとりではなく5人揃って成り立つ物語にしたいという意向が込められているという。
当初は平和出版の『COMICぎゅっと!』にて「きゆづき」名義で2004年7月発売の創刊号から連載、掲載誌の方針により「ぷに萌え (?) なかわいい女の子が出る4コマ」というコンセプトで開始された。同誌が2004年12月に第3号の発行をもって実質廃刊となったことにより連載は一時中断されるが、その後に芳文社の月刊雑誌『まんがタイムきららキャラット』に移籍し、作者の名義を「きゆづきさとこ」に改め、2005年8月号に単発で掲載され同年11月号より正式に連載開始。2016年2月号まで連載された。
また、株式会社虎の穴が自社店舗（とらのあな）にて毎月配布しているフリーペーパー「とらだよ。」でも「GA材置き場」（がざいおきば）のタイトルでフルカラーの1P漫画が2005年11月発行のVol.59から2009年3月発行のVol.98まで休載を挟まず 連載された。一部が特典として配布されていたが、単行本化を期待する声も多く、2016年春発売の画集に全て収録された。
『まんがタイムきららキャラット』2009年2月号でアニメ化決定の発表とともに初めて同誌の表紙に登場し、以降はそれまで連続で表紙を担当していた同誌連載作品である『ひだまりスケッチ』との入れ替わりで高い頻度で表紙を飾っていた。
作者のきゆづきはゲームのキャラクターデザインやライトノベルの挿絵も手がける人気のイラストレーターとして知られており、本作についてもイラストレーターならではの画力や、カラーページの色遣いを評価されることもある。連載時のカラーページも単行本にカラーのまま収録されることが多い。またアニメ版の監督を手がけた桜井弘明は原作について、絵の上手さだけではなく5人の主要登場人物たちの組み合わせのバランス、話運びやセリフ選びのセンスに奥の深さを感じたと評している。

### 他言語版のタイトルについて
この作品のタイトル英語表記にはすべての単語を英訳したGA Art Department Art Design Classと、基本的にローマ字表記のままと言えるGA Geijutsuka Art Design Classの2つがある。前者は日本語版のコミックス、後者は英語版のコミックスで使用されている。
なお、ハングル版においては「GA 예술과 아트 디자인 클래스(ジエイ イェスルグァ アトゥ ディジャイン クレス)」と、各単語を直訳しているのみで基本的にタイトルはそのままである。
香港でアニメ放送のときは全名を略して、「GA芸術科」だけで表記する。

## あらすじ
彩井高校の芸術科Aクラス (GA) は、授業科目の半分が美術・デザイン関係となっている アートデザイン専攻クラス。いつも賑やかな友人たちに振り回されている如月、マイペースな優等生の雅、トラブルメーカーの友兼とミキ、皆のまとめ役である奈三子ら5人の女生徒は、GA1年のクラスメイト同士。物語は5人が既に仲の良い友人同士であるところから始まり、美術クラスという環境を舞台に、授業やその合間に繰り広げられる画材や色彩をお題にした談義などといった、彼女らの学園生活が描かれていく。時には思いつきで始まった鬼ごっこ（色オニ）に熱中したり、登校中に拾った雛鳥の死に涙したり、皆で宿題を仕上げるためのお泊り会で闇鍋を催したりといった小事件を挟みながらも、とりとめのない日常の日々が流れていく。
物語の途中からは、GA3年の芦原を部長とする、水渕、魚住、保村ら彩井高校美術部の男女グループが、もう一組の主要登場人物として登場するようになる。学園生活の先輩であり、GA1年の5人組がいま体験しているような日々を一足先に終えている彼らは、当初はGA1年の5人とは独立したグループとして登場し、美術部部室を舞台とした彼らの日常エピソードが独自に描かれていく。その一方で、実はGA1年の如月が美術を志す一つのきっかけに、美術部の芦原が描いた絵が関わっていることが後から明かされたり、新たに友兼の兄が美術部に入部してくるなど、同じ学園内の生徒同士である彼らの緩やかな繋がりが次第に明かされたり新たに生じたりしていき、美術部の文化祭展示の準備を如月達が手伝うなど、親交も深まっていく。
また職員室を舞台にして、各グループの生徒たちを見守る美術教師同士の関係性が描かれたり、他のクラスメイトや主要登場人物の家族との交流といった出来事も、少しずつ物語に関わるようになっていく。
物語の最後では3年生たちの卒業式が描かれている。卒業する美術部部長の芦原に対し如月は、美術部への入部を希望。如月が新たな美術部長となり、同時に雅、友兼、ミキ、奈三子の4人も美術部員となって、新たな美術部が作られていこうとするところで物語は終わる。

## 登場人物
『声』は、テレビアニメ・PSP用ゲーム版の声優。

### GA1年
物語の主要登場人物である、GA1年の女の子グループ5人組。他のクラスメイトについては「#その他の登場人物」を参照。
3年生の卒業後、全員が美術部に入部し部を引き継ぐ形になる。
山口 如月（やまぐち きさらぎ）
声 - 戸松遥
単行本の人物紹介によると『平凡地味時々天然。何事にも一生懸命』。
本作の主人公。愛称は「如月」。後述の芦原には「二月ちゃん」、水渕には「如（きさ）ちゃん」と呼ばれている。
少しずれた大きな眼鏡と、後ろで若干低めにまとめた髪がトレードマーク。誰に対してもですます調で話す。ほんわかとした性格で、美術の課題では淡色系の色使いや 柔らかな表現を好み、人柄についてもそのように喩えられることがある。また可愛いものに目がなく、その好みが課題の提出内容に反映されたこともある。猫好きだが、家ではかつて自分が拾ってきた「ツツジ」「クヌギ」という名の2匹の犬を飼っている
真面目で、作業的なことは得意としており、努力で解決できることなら一生懸命に取り組むが、ファッションデザインなどを理解するようなセンスには欠けている面もある。時には努力では解決できない事に対し、頑張っても成果を出せない悔しさを周囲に打ち明けることもある。入学前はデッサンが苦手で入学は難しいとまで言われていたが、一晩で20本の鉛筆を使い潰すほどの練習をし、見事合格する。
美術部関係者の水渕（後述）とは幼なじみの間柄で、彼女からは「如（きさ）ちゃん」と呼ばれている。GAに入学したのも水渕に学校を紹介してもらったことがきっかけとなっている。
芦原たち美術部が請け負う事となった幼稚園への紙芝居制作の際に美術部員全員との面識ができている。
極めて視力が低く、メガネを外すと風景が印象派の絵画のようにしか見えない。また、人間などの個体識別が全くできなくなり、鼻先に近づいても声を聞かないとわからないほどである。ただしこの状態で制作した課題は、教諭たちからの評価が極めて高かった。
舞台の地域柄を反映してか中学生の頃まで公共交通機関の活用方法に疎かったらしく､｢(彩井高校ではなく地元(如月いわく｢歩いて行ける｣)の森丘高校に通っていたら)｢電車の乗り方もまだ知らなかったでしょうねー｣と発言している｡
芦原たち3年生の卒業式の日に自分の意志で美術部に入部。部長として美術部を引き継ぐ。
原作者は如月を、どこにでもいる、純粋に美術が好きだが夢をうまく表現できずにいる女の子であるという趣旨の説明をしている。原作者は過去に「如月あすか」のペンネームを使用していたため、人物のモデルは原作者（きゆづきさとこ）自身ではないかという指摘もあるが、原作者はこれを否定しつつも、如月の美術に関する感覚や悩みに自分の体験が反映されている面はあるとしている。
野田 ミキ（のだ ミキ）
声 - 徳永愛
単行本の人物紹介によると『おしゃれ姫。お祭り好き。ムードメーカー。』。
愛称は「ノダ」あるいは「姫」。
身長141cmと 小柄。子供っぽいいたずら好きなトラブルメーカー。ただし原作者によると、彼女は場の空気を上手く読んだ上で、気心の知れた友人からの突っ込みを期待しながら振舞っているのであり、相手の反応を読み違えて狼狽してしまったり、初対面の相手に気を遣ったりするような一面もあるのだという趣旨の説明をしている。
ファッションに詳しくおしゃれ好きであり、お菓子作りも得意。純色の黄色や紫を好んで使用する。インスピレーション派の天才肌であり、如月とは対照的に才能もあるが気分屋。いつも課題の提出は早いものの 飽きっぽい性格で、集中力を伴う作業を苦手としている。「色を混ぜるのが好き」と公言しているが決して上手なわけではない。
普通科特別進学クラス (FA) に通う姉（後述）と、弟（未登場）がいる。「マシマロ」という名の白い猫を飼っている。
友兼（ともかね）
声 - 沢城みゆき
単行本の人物紹介によると『一本足りない熱血派。何事も体力で解決』。
愛称は「トモカネ」。下の名前は不明。
ツンツン頭でボーイッシュな性格のオレ女。
身体能力には自信があり（しかし水泳はあまり得意でなく、中学まで水に顔をつけられなかった）、鉛筆画の濃淡を筆圧だけで表現しようとするなど、何事も力技で解決を試みようとする。ミキと一緒になってよく騒ぎを起こしている。意図せず周囲に迷惑をかけてしまうこともあるが、裏表のない性格のため恨まれることは少ない。
美術部関係者の兄（後述）が唯一苦手な存在。子供の頃から兄から受けたストレスは外で遊んで発散していたと本人は語っており、奈三子やミキは、彼女の性格は兄の影響によって築かれたのではないかと推測している。学年も違い双子であるとはされていないが、二人の間には一種の精神感応のようなものがあるらしく、どこか兄が気絶すると彼女が察知し、必ず助けに行く。体育祭の時には足をくじいた兄の代わりに部活対抗リレーに参加し、2位をもぎ取った。
その兄の影響かオタク気質でロボ好き。得意分野は立体造形。好きな授業はCGで、基礎学習のときは「俺のやりたいのはコーユーのじゃなくって」と言っていたが、後に写真に効果を描き足して魔法的に演出できるほどになっていた。緻密な描写は苦手であるが、スピードを求められるクロッキーは5人の中で最も早くコツを掴んでいた。
大道 雅（おおみち みやび）
声 - 名塚佳織
単行本の人物紹介によると『寡黙なフシギ優等生』。
愛称は「キョージュ」で、彼女の態度が落ち着いており博識であることに由来する（しかし入学当初は別の理由で呼ばれていた）。奈三子からは本名をもじって「マサ」と呼ばれている。
腰まで伸ばしたストレートな黒髪（結んでもゴムがすぐ落ちてしまうほどサラサラである）のミステリアス な雰囲気の美少女で、友達付き合いもよく、周囲から頼られている。しかしその体質や行動には謎が多く、動物とコミュニケーションがとれたり、霊など他の人には見えないものが見えたりといった 不思議な特技 を持つ。
黒い色を好み、しばしば黒に対する特別なこだわりを見せる。これは彼女のある意外な事実がきっかけとなっている。
まだ会ったことのない婚約者がいる。
アニメ版で雅役の声を担当した名塚佳織は、雅について、いわゆる不思議ちゃんではなく、見た目は気難しそうでも内面は単純な、等身大のかわいらしい女の子なのだという趣旨の解釈を語っている。事実、グループの皆と一緒にいることを表情にこそ出さないものの内心楽しんだり喜んでいる描写や、将来について不安を抱えていることを打ち明けているシーンがある。
野崎 奈三子（のざき なみこ）
声 - 堀江由衣
単行本の人物紹介によると『グループのお姉さん。姉御肌。』。
愛称は「ナミコさん」。
実はそれほどしっかり者というわけでもなく達観しているわけでもないのだが、子供っぽい性格が多いグループの中では比較的大人びている常識人。「普通代表」と評されてしまう面もあるが、周囲のボケにも律儀に付き合うツッコミ担当。日頃からグループの世話を焼き色々と面倒を見ることも多いせいか、トモカネやノダからは時折「ナミコお母さん」と呼ばれることも。だからといって料理が得意なわけではなく、むしろ苦手な部類。
グラマーな体格であるため、よくノダからセクハラを受ける。
しっかりした性格に反して、レタリングのような細かい作業が苦手である。
GAを卒業した姉がいる（下記 野崎 風二子 の項目を参照）。
姉の残した「美術部に入りなさい」という言葉に逆らっていたが、結局、2年進級前に山口如月につきあう形で美術部員となる。

### 美術部関係者
旧資料室を部室として利用している生徒たち。本作におけるもう一組の主役である、不定期に掲載される「美術部エピソード」の主要登場人物。美術部のエピソードとGA1年のエピソードは細部でリンクしつつも独立したグループの話として描かれており、ニアミスし続ける立ち位置上、GA1年の5人組と美術部が直接絡むことは少ない。初めて両者が共同で物事に当たったのは文化祭のときである。
原作では、無名ながら連載第1話から登場している水渕、後に合流する友兼の兄を除き主要なメンバーは第2巻から登場する。アニメ版では第2話から登場している。
芦原 ちかこ（あわら ちかこ）
声 - 神田朱未
GA3年の女子生徒。美術部部長。水渕や三井からは「あーさん」と呼ばれている。
中部弁（中京付近北陸寄り）を話す。騒がしい性格で、しばしば口よりも先に手が出る。また、よく部室で「部長箱」と名付けられた段ボール箱をかぶって昼寝している。
先代部長の野崎先輩を尊敬しており、美術部とその部室には強い愛着を抱いている。受験などのため上級生が来なくなって部に来る人間が激減し、ふたりきりの空気が気まずくなって同学年の魚住も部室から足が遠のいていた時期にも、誰が来てもすぐ部活が始められるように、ひとり（顧問の笹本教諭を除いて）部室に残っていることが多かった。そんな中、久し振りに訪れた魚住に対し、思わず殴りかかってから泣き出したことがある。
原作者によれば、いざ絵を描かせれば後輩から憧れられたり伝説を残したりするような先輩というイメージで描かれているといい、作中でも献血PR用マスコットキャラクターのコンテストに応募した落書きが入賞したり、彼女が過去に作った実物と見紛うリアルな作品が学園七不思議として噂になるなどの描写がある。また、かつて彼女が描いた青空の写生画は本人の与り知らないところで如月の心を捉え、如月が芸術を志すきっかけを与えている。なお、モンシロチョウのオスメスや鉱石の種類を一目で判別することができるという特技を持っており、紫外線を見分けることができる4色型色覚の持ち主であると言われている。将来やりたいことは色々あるが その1つは芸術大学に進学して経験を積み、憧れの現代画家に弟子入りすることであるという。
料理は決して苦手ではないが、何故か作っているうちに和食になってしまうという。
卒業後、野崎姉とともに海外へ留学。
水渕（みずぶち）
声 - 小清水亜美
GA3年の女子生徒。かつては学園生活環境部部長兼唯一の部員で、美術部と合併してからは美術部の部員となった。芦原に合併後の部長の座を譲るも、その立ち位置は「部長より上の役職」とも評される。芦原からは「ぶちさん」と呼ばれている。幼なじみの如月からは「みっちゃん」と呼ばれている。
芦原の友人で、「あーさんの保護者役」を自称している。芦原とは正反対で、冷静かつおっとりした性格。温和で笑顔を絶やさないが、抜け目はない。
芦原との仲の良さは周りから夫婦とも呼ばれるほどだが、芦原曰く水渕自身は近所に住む「デートの相手」がいるという。また、如月の幼なじみであり、如月がまだ中学生だった時に校内を案内するなどして、如月がこの高校を選ぶきっかけを作った。如月が受験に合格した時には、有名メーカーのカラーインクを入学祝いにプレゼントしている。
卒業後は美大へ進学。引越しをしたと思しき描写がある。
魚住（うおずみ）
声 - 小西克幸
普通科特別進学クラス (FA) 3年 の男子生徒。美術部副部長。保村からは「ずみん」と呼ばれているが本人は嫌がっている。
切れ者の雰囲気が漂う、知的で冷静な性格のメガネ男子。美術部のツッコミ役にして、水渕とともに芦原のストッパーを務める。皮肉屋で、美術部やGAの生徒を「奇人」 と捉えている。芦原とは恋愛未満の微妙な関係で、しばしば喧嘩しつつも仲は良く、彼女の中部弁を正しく理解することもできる。
実は芸術科に入りたがっていたが、色弱なために赤と緑が見分けにくいことを進学当時は「ハンデ」として捉えていたこともあって、進路のことを考えて普通科を選んだという過去があり、原作者によれば夢を選ばなかったという点では芦原とは対極的な人物なのだという。美術部に入部後は芦原と共に受けた儀式やイベント（と称した先輩たちによる悪戯）で散々な目にあった模様。しかし先輩達が美術部を去ると、部員が自身を含め2人になってしまい、芦原とふたりきりの空気が気まずくなって美術部から離れていた時期がある。だが久し振りに部室に行ったところ、部室にひとりきりだった芦原に殴られた後に泣き出されたため、「最後まで付き合うから」と再び部室に通うようになった。
そんな芦原との関係は周囲には「煮えきらない2人」と思われており、周囲に問われれば否定するものの、本人達にもそれなりの自覚はあるようである。卒業式の日に芦原に告白したと思われるシーンがあり、原作者によれば「区切りをつけた形」 になった。留学する芦原の見送りに行き、連絡先を交換している描写がある。
保村（ほむら）
声 - 内藤玲
自動車整備科 (J)（または工業科自動車整備クラス (KJ) とも）2年の男子生徒。
美術には疎いものの、芦原の勧誘で美術部に入部した。大ざっぱだがエネルギッシュ、やや熱血気味。美術部存廃問題では1・2年にも勧誘を試みるが、積極的な返事を得られず結果は出なかった。
宇佐美先生に一目惚れし、たびたびアピールを試みるが大抵は裏目に出ている。また、年上趣味で非常に惚れっぽく（魚住曰く、「奴の言う初恋は日が変わって最初の恋」）、彼の好意はノダ姉や三井など宇佐美先生以外の女性にも向けられた。
友兼の兄
声 - 沢城みゆき
GA2年の男子生徒。GA1年の友兼は妹である。妹同様、友兼は名字であり下の名前はわかっていない。
病弱で保健室へよく行く。1年からの出席日数が少なく進路で多少有利になる部活動へ入部することとなり、美術部の活動に興味を持ち入部を決めた。
性格は一見おとなしめだが、大胆なところもあり物事にあまり動じない。また目的のためなら容赦をしない気も見られる。
友兼兄妹においてはゲームや知恵戦では兄の方が上。
病弱ゆえに物理的な手出しを両親から禁じられており、妹の友兼にとっては文字通り唯一手を出すことができない「天敵」のような存在である。対して彼も、健康で遊び回れる妹に嫉妬していた時期もあった。
如月達GA1年の5人が美術部に入部した後は、保村と共にたまに顔を出す事と文化祭のように人手が必要な時に手助けする位に活動をとどめる意向を伝え、新部長になった如月を励ますような言葉を伝えた。
アニメでは「トモカネ兄」と表記。

### 美術教師
外間 巧真（そとま たくま）
声 - 津久井教生
GA1年の担任。男性。デザイン教師。コーヒーを好むヘビードリンカー。
GA1年5人組（特にミキ）の行動に手を焼いているが、熱心な教師であり生徒とも真剣に向き合う。原作者によると、生徒に振り回されることはあっても先生としての威厳のある人物として描いているという。
机の上が雑然としていることが多いせいか、特に如月によって頻繁にコーヒーカップを落として割られる。
宇佐美 真由実（うさみ まゆみ）
声 - 南央美
GA1年の副担任。女性。かつて自己紹介の際、緊張のあまり「うさめまゆみ」と噛んでしまったことからGA3年の生徒からは「さめちゃん先生」と呼ばれている。
美人で、優しく真面目な性格。身体が弱く貧血気味。教師になってまだ経験が浅いことから生徒の扱い（課題の提出率など）に悩むこともあるが、教え子たちには慕われる教職生活を送っている。工大（彩井学園工業大学）出身（ただし芸術科ではなく普通科情報クラス）。
外間教諭に好意を持っているようで、野田が提出したツーショット写真風に制作されていたと思われる課題 をこっそりとコピーしていたり、紛らわしい言動に動揺したりしている。
GA1年が2年に進級した際に髪を切った。
笹本 辛（ささもと かのと）
声 - 高山みなみ
GA3年の担任。女性。美術部および学園生活環境部顧問。美術部員からは「殿」と呼ばれている（そのため魚住と保村には名前を忘れられている）。GA1年の素描の授業も担当している。
部の顧問を「部室を半私物化するため」という私的な理由で引き受けており、管理担当の美術室は喫煙と仕事をする以外は放置状態。過去に「うざい」という理由で芦原を段ボールの小屋に隔離したことすらあるが、生徒からの信望はあり、部員たちからもそれなりに慕われている。
ヘビースモーカーで、昔恋人に「俺とニコチンとどっちが大事なんだ」と言われたことがある模様。たばこの銘柄はKENTの1ミリ。また、マルボロを吸うこともあるようで、マルボロと思しきタバコを宇佐美に頼んでいた描写がある 他、この緑に酷似した架空の煙草"Boroboro"もアニメ中に登場している。
年齢は不詳だが、30歳代の可能性が高い。
また、メガネを外すと結構美人らしい（本人は自称ではなく評判であることを主張している）。実際に卒業式の際には宇佐美の助力でメイクをして正装をしたところかなりの美人になった。
作中に登場したシート・ドア内装の形状から、愛車はマツダ・RX-8と思われる。
教員になったのは「生活の為」であり、画家を兼業していて、国際公募展で賞を取ったこともある。石膏デッサンをよく行っており、如月の入学前年にも2週間ほど籠って石膏デッサンをし続けていたことがある が、それが意図せず如月に石膏像への恐怖心を植え付けてしまった。
越廼 淑乃（こしの よしの）
声 - 西村ちなみ（OVA・PSP）
GAのテキスタイル・ファッションを担当する教師。女性。生徒の作品に対する歯に衣着せぬ評価で全学年の生徒から恐れられており、特にオリジナリティに欠ける作品だった場合は「本日の横着者」として黒板に貼り出されて晒されるという悲惨な結末を迎えることとなる。如月や友兼にとっては特に苦手な教師。一方で創作に関わることでは授業中でも生徒にかなりの自由を認めており、ミキからは好ましい教師と思われている。
PSPゲーム版ではマリは彼女と直接的な認識はないのだが、彼女が創作したある絵本の世界で登場人物となっている。
同校の制服をデザインしたとされる「コシノヒロミ」、1972年服飾科があった頃の若い教師「コシノ先生」との関係は不明。
森田（もりた）
声 - 丹沢晃之（テレビアニメ）
GA2年の担任。初老の男性。アニメ版第10話に登場した時点では原作未登場の人物だった。

### その他の登場人物
三井、丸岡、若海といったサブキャラクターは登場当初、名前が明かされていなかったが、アニメ版で先に名前が判明した。
吉川（よしかわ）
声 - 伊瀬茉莉也（テレビアニメ）
GA1年の女子生徒。ミキからは「吉川っち」と呼ばれている。おっとりとした雰囲気で、ショートヘアと温和そうな垂れ目が特徴だが、創作意欲を刺激されると筆を取りたくなる性分があり、作法の授業の茶道の最中に懐紙でデッサンを取ろうとして咎められたり、野球部の試合の応援にて対戦相手側のベンチ裏までスケッチに赴く といった場面がある。
雅と共に美展に入賞した。その他にもしばしば端役やモブキャラクターとして登場している。
三井 祐子（みつい ゆうこ）
声 - 葉山いくみ（テレビアニメ）
GA3年の女子生徒。群青色をしたショートカットの髪 が特徴。芦原や水渕のクラスメイトで、大抵何かお菓子を食べている。関連書籍ではファッションデザイナー志願という設定が明かされている。
丸岡 ナオ（まるおか ナオ）
声 - 佐藤聡美（テレビアニメ）
GA3年の女子生徒。鶯色の髪で編んだロングヘアー が特徴。芦原や水渕らのクラスメイトで、恋愛話などの噂話が好き。三井と一緒にお菓子を食べているうちに太ってしまったという。
野崎 風二子（のざき ふじこ）
彩井学園のOGで、2年前の美術部部長。その苗字からも分かるように奈三子の姉である。芦原に美術のノウハウや学園生活の豆知識等を教えるなど、いろいろ面倒を見て可愛がり、卒業時に部の未来と新入部員の勧誘を芦原に託した。進学先の大学では下宿しているようで、夏休みに帰郷のついでに美術部に顔を出した。雅の2倍の技術の持ち主 で、贋作レベルの作品を作っては騒動に発展したことがしばしばあった。最盛期には美術部の部費を10万円まで持ち上げた。
また、3日分の買い置き食材をたった1食で使い切るほどの大食い でもある。
海外への留学が決まり、高校を卒業した芦原を伴い出国する（風二子が誘ったわけではなく、芦原が頼み込んだ形）。大学を中退したかは不明。
奈三子の母
如月たちが奈三子の家に来訪した際に、如月たちを迎えた。気さくな人柄がうかがわれる。雅を「マサちゃん」と呼んだことから、家庭内の会話でも雅を「マサ」と呼んでいる事が判明した。
野田の姉
声 - 名塚雅絵（テレビアニメ）
魚住と同じ普通科特別進学クラス (FA) 3年 の女子生徒。野田ミキの姉。下の名前は不明。
女性ファッション誌『nan-na』の誌面にたびたび登場しては校内で話題を集め、他の生徒から人気がある が、顔は見えないことになっている。なお、アニメ版では明言はされていないものの、魚住に好意を寄せているような描写が有る。
クラスでは保健委員を担当。妹との仲は良い。
アニメでは「ノダ姉」と表記。
若海（わかみ）
声 - 岡本信彦（テレビアニメ）
普通科特別進学クラス (FA) 3年 の男子生徒で、魚住のクラスメイト。
関連書籍では、魚住とは中学校時代からの友人であり、FA2年に交際相手がおり、それを鼻にかけているという設定が明かされている。
魚住とともに学園の中庭の清掃担当だが、おにわとり様の存在により清掃できずにいた。
春江
GB（芸術科音楽クラス）の担任。ボブカットの落ち着いた雰囲気のある女性で茶道の心得がある。
マリアンヌ・ファン・ティエネン
声 - なし
PSPゲーム版（後述）の主人公。単行本4巻にゲスト出演。
愛称は「マリ」。フランスから来た交換留学生。
細かい性格設定はプレイヤーの選択次第で変化するが、基本的に好奇心旺盛。
原作にもゲスト出演し、浴衣のデザインコンテストで如月らと越廼教諭の指導を受け奮闘、見事佳作を取った。
機 ナツキ（はた ナツキ）
夏休みのある日、如月とミキが雨宿りの途中に出会った少女。後述の再会以降如月を「お姉ちゃん」と慕う。
彩井学園中等部の二年生で、後に高等部の学園祭で空腹で行き倒れになっていたところを芦原たちに救われて美術準備室に運び込まれ、美術部の手伝いをしていた如月たちに再会。
食べ損ねたあべかわ餅を美術部＆GA一年生が再現しようとする様を通じて、思うことを絵や立体にしてしまえる芸術科に感銘を受ける。
最終回では如月を訪ねて、自ら高等部に訪れている。

### 人物以外
素猫（すねこ）
友兼が「素描（そびょう）」を「素猫（すねこ）」と読み間違えたことをきっかけに、如月が発想した猫のキャラクター。本作のマスコットキャラクター的存在でありアニメ版の公式ウェブサイトや番組宣伝、オープニングなどにも登場する。種類は毛の色だけでも白、茶色、薄茶色とさまざま。巻いているしっぽ、和み系の顔が特徴。またバリエーションとして、劇中劇「えがいてあそぼ!」に登場する茶色の素猫（ミキが動かすパペット）も存在する。
おにわとり様
声 - （リーダー格）最上嗣生 (PSP)
学園の中庭で飼われている1匹数千万といわれる鶏たち。気性が荒く、中庭の掃除に入ってきた生徒を攻撃しては困らせているが、雅には懐いている。
PSPゲームでは、とある場面で巨大化し、その内の1羽がしゃべり出す（もしくはその1羽のみの登場）。雅のことを「姐さん」と呼び慕ったり、雅に助けてもらったことのひとつにおにわとり様同士の派閥抗争の取り持ちもあることや、話し方などから反社会的団体の人を思わせる。「自分、不器用ですから」を口癖のように多用している。
早苗ちゃん（さなえちゃん）
美術部部室に置かれている、ブレザーの代わりにジャージを羽織る形で学園高等部女子制服を着たマネキン人形。過去の美術部員によって「奥部屋」（後述）から発掘されたもので、美術部の部員から素描用人形として使われている。美術部在住8年目。ただし彩井高校自体にはそれ以前から長く在籍しており、1972年当時GC（芸術科服飾クラス）の学生であった弥生（外見・立ち位置は後の如月に似る） が編んだ肌着を後々まで着こんでいる。
カルロス
声 - 遠藤大智
PSP版のオリジナルキャラクター。とある場面で登場し、動いてしゃべるキノコ。その行動は傭兵のようである。また、GAメンバーに対し、味方とも敵とも思えない謎の行動を繰り返すが、その行動の意味・正体は明かされないままとなった。

## 主な舞台

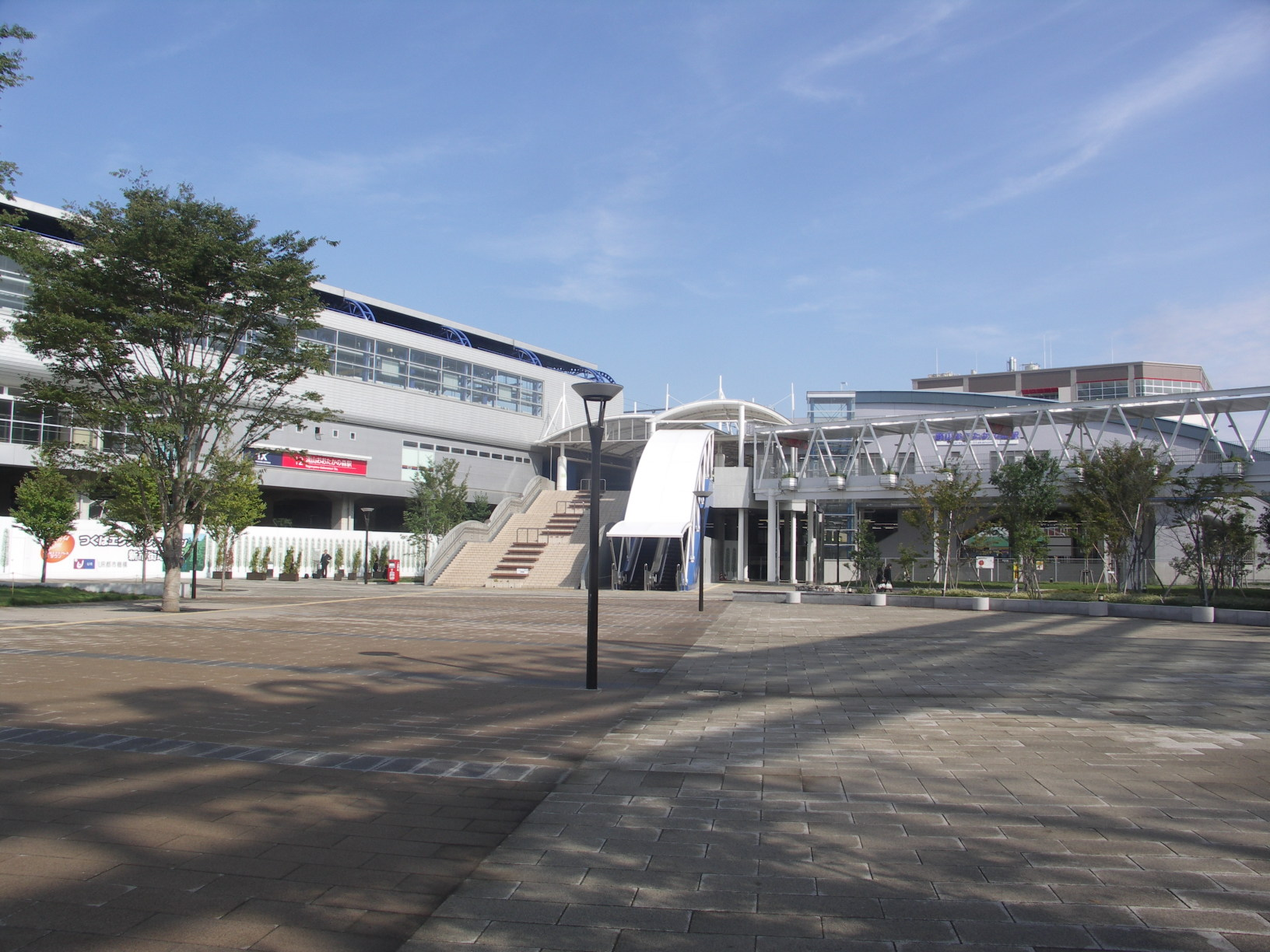
アニメ版の駅及び駅前のモデルである流山おおたかの森駅

### 彩井高校（あやのいこうこう）
正式名称は「彩井学園工業大学附属彩井高等学校」。私立校。本作の中心である芸術科のほか普通科、工業科、衛生看護科と4つの学科がある。また普通科、工業科、芸術科はそれぞれ複数のクラスがありクラス毎に専攻が異なる。作中に描かれている時期では、1学年あたり12クラス存在する。彩井学園自体は大学・高校の他に中学校も併設されている。そのためか敷地が非常に広く、不慣れな生徒はほぼ確実に迷子になるという。また、天文台、ゴルフコース、懐石料理屋などといったものまである。また、制服は設定上髙島屋製(なお余談であるが、福井県唯一とされるデパートは西武福井店である。)となっており、如月曰く「私が持ってる中で一番高級な服」とのことである。
原作では校内の各所に学校の象徴である鳥をモチーフとしたレリーフや像が配置されており、中庭では1匹数千万といわれる鶏が飼われ「おにわとり様」と呼ばれている。ただし学校長（未登場）の干支が戌年であることにちなんで校舎屋上の風見鶏は風見犬になっている。アニメ版では設定が異なり象徴となるモチーフは鳥から埴輪へ変更され、校舎屋上の風見犬も風見埴輪となっている。また、中庭で鶏が飼われているのも頭に「は」をつければ「はにわとり」になるためであると説明される。
GA
正式名称は「芸術科アートデザインクラス」で、県内でも唯一というべき美術全般を扱うクラス。ただし「GA」の略称は「芸術科アートデザインクラス (Geijutsuka Art design class)」ではなく「芸術科Aクラス」の略称であり、GB（芸術科Bクラス）など他のクラスと区別するために使用される。ちなみにBクラスは「芸術科音楽クラス」である。かつてはCクラスもあった。
授業科目の半分以上がビジュアルやテキスタイル等、様々なデザインに関する専門科目となっている。
授業料のほか、画材の費用や（美術館への）出品料がかかる。
美術部
美術全般の活動を行う部活。彩井学園では美術が好きな生徒はGAに入って美術漬けの生活を過ごせるため、あえて美術部に入ろうとする生徒は少なく、物語開始時点では部員は3名しかいなかった。そのため一時は廃部を通告されたが、学園生活環境部と合併しそこの活動も兼ねることを条件に廃部は免れた。現在の部員は5名。設立24年で、現在の年間予算は5000円程度らしい。
学園生活環境部
笹本曰く「学園内雑用部」。略称は「学環部」。その活動内容のため、部員が少なくても廃部にはならない。美術部存廃問題の際に美術部と合併した。なお学園生活環境部もまた「学園メディア部」と「環境研究部」の併合によって誕生した部活であるなど、幾度かの統廃合を繰り返してきた歴史を持つ。
美術部部室
第二美術室資料室、旧資料室 とも呼ばれる。学園生活環境部と共同使用。部の活動日は週末のみだが、それ以外でも部員の溜まり場になることもままある。画材が多数あるため、教室に戻るのが面倒なGA生徒の部員が臨時に借りていくこともある。
今は物置となっている旧GC（芸術科Cクラス） の教室（通称「奥部屋」）と繋がる扉があるが、その先は「未開の魔境」と評されるほどに 荒れていて危険なため、普段は入れないようになっている。秘密の部屋に繋がっているらしいという噂には尾ひれがついて学園七不思議の1つとなっている。

### その他の舞台
古見堂
如月が高校入試直前にデッサン用の鉛筆を購入した文具店。その時の店主だった老婆（声 - 谷育子）は如月が来店した後まもなく他界し、現在はその孫（声 - 間島淳司）が店を引き継いでいる。如月の再来店は入学後（孫が引き継いだ後）となる。
沢井画房
如月がよく利用する店。定期的に安売りセールや福引き抽選などのフェア等を実施していて、彼女にもフェア告知のダイレクトメールの葉書が届いた。

## 劇中劇など
えがいてあそぼ!
如月扮する「如月おねえさん」と、ミキが操るパペット「スネコさん」の掛け合いで進行する劇中劇。原作では1巻、2巻および5巻の冒頭カラーページに登場し、作品世界や登場人物の紹介を行った。アニメ版では扱いが大きくなっており、各話のアバンタイトルなどに登場することがある。
色彩戦隊イロドルンジャー
ミキが授業中に発想した、スーパー戦隊シリーズのパロディ。GA1年の5人がメンバーのモデルとなっている。
- デッサンのレッド/イロドルンレッド（隊長） - 友兼
- 技術のイエロー/イロドルンイエロー - 野崎奈三子
- 彩色のマゼンタ/イロドルンマゼンタ - 野田ミキ
- 効果のシアン/イロドルンシアン - 山口如月
- 補整の白黒（モノクロ）/イロドルンブラック - 大道雅

原作では一度きりの登場で、その後は一度だけその名が言及された だけの扱いだが、アニメ版では出番が増え、オープニングをはじめ随所に登場する。アニメ第9話では、トモカネの妄想の中でニワトリ怪人（声 - 松山タカシ）との戦いを繰り広げるアニメ独自のエピソードが描かれた。

## 書誌情報
芳文社より「まんがタイムKRコミックス」として刊行されている。『GA材置き場』は連載終了後に刊行された『GA 芸術科アートデザインワークス コア・カリキュラム』に収録された。
単行本には色彩に関する話題を扱った描き下ろしエピソードなど、カラーページが数多く収録されており、本作の特徴となっている。カバー下は雑誌の表紙や広告を意識したデザインが取り入れられており、登場するキャラクターは本編とは異なる絵柄で描かれている。

### 単行本
- きゆづきさとこ 『GA 芸術科アートデザインクラス』 芳文社〈まんがタイムKRコミックス〉、全7巻[170]
  1. 2006年10月12日発行（9月27日発売）、ISBN 4-8322-7593-3
  2. 2008年2月12日発行（1月28日発売）、ISBN 978-4-8322-7675-8
  3. 2009年9月11日発行（8月27日発売）、ISBN 978-4-8322-7835-6
  4. 2011年11月11日発行（10月27日発売）、ISBN 978-4-8322-4077-3
  5. 2012年9月11日発行（8月27日発売）、ISBN 978-4-8322-4185-5
  6. 2014年2月11日発行（1月27日発売）、ISBN 978-4-8322-4396-5
  7. 2016年3月13日発行（2月27日発売）、ISBN 978-4-8322-4665-2

### 関連書籍
- 『GA 芸術科アートデザインクラス TVアニメビジュアルガイドブック』 2010年1月10日発行（2009年12月26日発売[171]）、ISBN 978-4-8322-7871-4
- 『GA 芸術科アートデザインワークス コア・カリキュラム』2016年6月11日発行（5月27日発売[172]）、ISBN 978-4-8322-4702-4

## アニメ
テレビアニメが2009年7月から同年9月まで、ytv ほかUHF各局やCSなどにおいて放送された。また、テレビ未放送エピソードである第13話が、2010年4月2日に『GA 芸術科アートデザインクラス OVA』のタイトルで全1巻のOVAとして発売され、その後AT-Xで放送されている。
原作の雰囲気を壊さない方向で作られており、基本的には原作に忠実な内容となっているが、各話はその回ごとのテーマや話題に基づいて再構成され、エピソードの順序は原作から大きく変更されている。また、原作における今の面白さを伝えるという意図から、雑誌連載における最新エピソードを織り交ぜるという試みも行われた。全話の脚本と構成を担当した待田堂子によれば、当初は登場人物1人ずつに焦点を当てていくような構成を考えていたというが、原作を読み込んだ末にそのような構成はこの作品にそぐわないと考え、個人を突出させることなく5人全員を描くような構成を意図したという。
本作における各話あたりのカット数は200前後、少ないときには150未満と非常に少ないが、一方で台詞は多く、作画枚数は通常の作品と変わらないという。こうした見せ方は本作における演出上の特徴とも指摘されるが、監督の桜井弘明は、これは意図したものではないとしている。
オープニングアニメーションは、原作本編や『GA材置き場』のエピソード、および掲載誌の表紙イラストに使われた図案などを基に映像化されているが、桜井監督によれば、これは本編に入れられなかったネタを拾って構成したものであるという。エンディングアニメーションでは、原作者による原案に基づいた GA1年5人の成長過程が描かれており、第1話から第11話までは回を重ねるにつれて高校生に近づくものとなっている。
きゆづきさとこが福井出身のためか、劇中で登場する市立美術館は福井市美術館の外観がモデルになっている（ただし、館内は東京の国立新美術館の間取り）。

### スタッフ
- 原作 - きゆづきさとこ（芳文社「まんがタイムきららCarat」連載）[15]
- 監督 - 桜井弘明[15]
- 脚本 - 待田堂子[15]
- キャラクターデザイン - 渡辺敦子[15]
- プロップデザイン - 新野量太
- 総作画監督 - 中原清隆
- 美術監督 - 春日礼児
- 色彩設計 - 漆戸幸子
- コンポジットディレクター - 今泉秀樹
- 編集 - 櫻井崇
- 音響監督 - えびなやすのり
- 音楽 - 安部純、武藤星児
- 取材・美術協力 - 女子美術大学、女子美術大学付属高等学校・中学校
- プロデューサー - 龍貴大、小林宏之、丸山創、斎藤朋之、黄樹弐悠、相田武一郎
- アニメーションプロデューサー - 先川幸矢
- アニメーション制作 - AIC PLUS+[15]
- 製作 - GA製作委員会

### 主題歌
歌詞は原作作中にあるエピソードや台詞を拾い、作詞者のNoriaに渡したものが反映されているとのことで、エンディングテーマも各キャラクターの特徴に基づいた内容となっている。なお、これらの曲はシングルとしては発売されず、2009年10月28日に発売されたアルバム『music palette』にまとめて収録された。
オープニングテーマ「お先にシルブプレ」
作詞 - Noria / 作曲・編曲 - 五十嵐“IGAO”淳一 / 歌 - 彩井高校 GA girls（山口如月（声：戸松遥）、大道雅（声：名塚佳織）、友兼（声：沢城みゆき）、野崎奈三子（声：堀江由衣）、野田ミキ（声：徳永愛））
エンディングテーマ
「Coloring palettes トモカネいろ」
作詞 - Noria / 作曲・編曲 - 酒井陽一 / 歌 - 友兼（トモカネ）（声：沢城みゆき）
「Coloring palettes キサラギいろ」
作詞 - Noria / 作曲・編曲 - 酒井陽一 / 歌 - 山口如月（キサラギ）（声：戸松遥）
「Coloring palettes ノダミキいろ」
作詞 - Noria / 作曲 - 酒井陽一 / 編曲 - 大場敬朗 / 歌 - 野田ミキ（ノダミキ）（声：徳永愛）
「Coloring palettes キョージュいろ」
作詞 - Noria / 作曲 - 酒井陽一 / 編曲 - 大場敬朗 / 歌 - 大道雅（キョージュ）（声：名塚佳織）
「Coloring palettes ナミコいろ」
作詞 - Noria / 作曲・編曲 - 酒井陽一 / 歌 - 野崎奈三子（ナミコさん）（声：堀江由衣）
「ココロいろ Palettes」
作詞 - Noria / 作曲 - 安部純 / 編曲 - 武藤星児 / 歌 - GA元気ガールズ（トモカネ（声：沢城みゆき）・キサラギ（声：戸松遥）・ノダミキ（声：徳永愛））
イメージソング「色彩戦隊イロドルンジャー」
作詞 - Noria / 作曲・編曲 - 酒井陽一 / 歌 - イロドルンジャー（トモカネ（声：沢城みゆき）・キサラギ（声：戸松遥）・ノダミキ（声：徳永愛）・キョージュ（声：名塚佳織）・ナミコ（声：堀江由衣））

### 各話リスト
| 話数   | サブタイトル               | 絵コンテ          | 演出     | 作画監督          | エンディング曲                   |
| ------ | -------------------------- | ----------------- | -------- | ----------------- | -------------------------------- |
| 第1話  | えがいてあそぼ             | 桜井弘明          | 桜井弘明 | 渡辺敦子          | Coloring palettes トモカネいろ   |
| 第2話  | 神様の鉛筆                 | 桜井弘明          | 中川聡   | 神谷智大 森悦史   | Coloring palettes キサラギいろ   |
| 第3話  | オニごっこコラージュ       | 初見浩一 桜井弘明 | 赤城博昭 | 石丸賢一 末廣直貴 | Coloring palettes ノダミキいろ   |
| 第4話  | 写真とんち居残りさん       | 川口理恵          | 鈴木薫   | 中野りょうこ      | Coloring palettes キョージュいろ |
| 第5話  | 生活デザイン部長小屋       | 植田洋一          | 植田洋一 | 石田ゆみこ        | Coloring palettes ナミコいろ     |
| 第6話  | 美術部やしき               | 岡本英樹          | 岡本英樹 | 石野聡            | Coloring palettes トモカネいろ   |
| 第7話  | 騙し絵（トロンプ・ルイユ） | 川口理恵          | 則座誠   | 山崎克之          | Coloring palettes ノダミキいろ   |
| 第8話  | シュルレアリスム           | 釘宮洋            | 清水聡   | 藤原未来夫        | Coloring palettes キサラギいろ   |
| 第9話  | 強風空想                   | 釘宮洋            | 則座誠   | 古川英樹          | Coloring palettes キョージュいろ |
| 第10話 | お題は『生と死の境』       | 鈴木薫            | 鈴木薫   | 中野りょうこ      | Coloring palettes ナミコいろ     |
| 第11話 | しあわせな結末             | 玉川真人          | 植田洋一 | 石井ゆみこ        | Coloring palettes キサラギいろ   |
| 第12話 | ヘクセン・ケッセル         | 桜井弘明          | 桜井弘明 | 古川英樹          | ココロいろ palettes              |
| OVA    | 青空が描きたい             | 岡本英樹          | 赤城博昭 | 古川英樹          | ココロいろ palettes              |

### 放送局
| 放送地域   | 放送局       | 放送期間                 | 放送日時           | 放送系列                      | 備考                                              |
| ---------- | ------------ | ------------------------ | ------------------ | ----------------------------- | ------------------------------------------------- |
| 近畿広域圏 | 読売テレビ   | 2009年7月6日 - 9月21日   | 月曜 26:14 - 26:44 | 日本テレビ系列                | 製作委員会参加 MONDAY PARK第2部                   |
| 福井県     | 福井放送     | 2009年7月8日 - 9月23日   | 水曜 25:29 - 25:59 | 日本テレビ系列 テレビ朝日系列 | 原作者在住地                                      |
| 千葉県     | チバテレビ   | 2009年7月8日 - 9月23日   | 水曜 26:30 - 27:00 | 独立UHF局                     |                                                   |
| 群馬県     | 群馬テレビ   | 2009年7月11日 - 9月26日  | 土曜 24:00 - 24:30 | 独立UHF局                     | 深夜アニメ枠復活作品                              |
| 神奈川県   | tvk          | 2009年7月11日 - 9月26日  | 土曜 25:00 - 25:30 | 独立UHF局                     |                                                   |
| 埼玉県     | テレ玉       | 2009年7月13日 - 9月28日  | 月曜 23:00 - 23:30 | 独立UHF局                     |                                                   |
| 栃木県     | とちぎテレビ | 2009年7月13日 - 9月28日  | 月曜 25:00 - 25:30 | 独立UHF局                     | 新作深夜アニメ枠復活作品                          |
| 岐阜県     | ぎふチャン   | 2009年7月14日 - 9月29日  | 火曜 25:45 - 26:15 | 独立UHF局                     |                                                   |
| 三重県     | 三重テレビ   | 2009年7月14日 - 9月29日  | 火曜 26:50 - 27:20 | 独立UHF局                     |                                                   |
| 日本全域   | AT-X         | 2009年7月23日 - 10月8日  | 木曜 11:00 - 11:30 | CS放送                        | リピート放送あり                                  |
| 日本全域   | ShowTime     | 2009年7月29日 - 10月14日 | 水曜 12:00更新     | ネット配信                    | 最新話のみ会員無料配信 バックナンバー有料配信あり |

このほか、ニコニコチャンネルの「マーベラスエンターテイメント公式ちゃんねる まべちゃん」内にて2010年3月19日より有料配信（第1話のみ無料配信）が行われている。

## ラジオ
2009年6月から9月まで『爆発らじアート☆』と題し、テレビアニメ版に関連したインターネットラジオ番組がアニメイトTVおよびマリン・エンタテインメントにて配信された（全8回）。パーソナリティはアニメ版で山口如月役の声を演じる戸松遥 と、大道雅役の声を演じる名塚佳織。番組名および第0回のサブタイトルは芸術家・岡本太郎の名言に由来するとされる。
配信
| 回数  | 配信日        | サブタイトル             | ゲスト                   |
| ----- | ------------- | ------------------------ | ------------------------ |
| 第0回 | 2009年6月11日 | 芸術は爆発だ〜!!（古い?  |                          |
| 第1回 | 2009年6月25日 | GAんばれ、Aタシ!?        |                          |
| 第2回 | 2009年7月9日  | GIんざは、Aっちで〜す!   |                          |
| 第3回 | 2009年7月23日 | GUーらっしゃす、Aみーご! | 徳永愛（野田ミキ役）     |
| 第4回 | 2009年8月6日  | GAキか、AHO!             | 堀江由衣（野崎奈三子役） |
| 第5回 | 2009年8月20日 | GOめん、Aそばせ          | 沢城みゆき（友兼役）     |
| 第6回 | 2009年9月3日  | GAちで、Aそぶ!           |                          |
| 第7回 | 2009年9月17日 | GOかいよ、Aなた!         |                          |

## ゲーム
『GA-芸術科アートデザインクラス- Slapstick WONDER LAND』
2010年7月29日にラッセルより発売されたPlayStation Portable専用のアドベンチャーゲームで、原作者原案によるゲームオリジナル のプレイヤーキャラクター（主人公）「マリ」が登場する。
限定版の「入学記念セット」には、おにわとり様ぬいぐるみ、イラスト原画集、ドラマCDを同梱している。早期予約購入特典はスペシャルCD-ROM。
主題歌は、アニメのオープニングテーマであった「お先にシルブプレ」。OP・ED共に同曲が用いられている（映像がそれぞれ異なる）。
マリアンヌ・ファン・ティエネン通称マリは、亡くなった祖母が過去に一時期暮らしていた日本に思いを馳せていた。3ヶ月の期間限定で留学生としてGAに編入したマリは、祖母から託された日本での日々を祖母が描いたスケッチにマリが実際の風景を見て色付けするという約束を胸に秘め、GAやひょんなことから名誉部員となった美術部の仲間達との交流を深めていく。
また、マリは留学記念制作の提出を命じられ、絵本を作ることになった。GAメンバーまたは美術部員からアドバイスを受け、世界観・主人公の方向性・内容・タイトルを決めて、絵本を創り上げていく。できた絵本によって作品後半のストーリーに大きな変化を及ぼす。
『集めて!とらんぷ娘（こ）れくしょん』
マーベラスより2014年12月11日から2015年5月28日までリリースされていたスマートフォン向けアプリ。本作はアプリのリリース開始時より参加していた。
きららファンタジア
ドリコムによるスマートフォン向けのアプリゲーム。まんがタイムきららのキャラクターが多数登場するクロスオーバー作品で、2019年より本作のキャラクターが登場予定。

## 関連商品

### DVD
テレビアニメ全12話が全6巻、およびテレビ未放送エピソードの第13話 が全1巻のOVAとして、2009年11月6日から2010年4月2日にかけて発売された。初回限定版にはwebラジオ出張版を収録したCDが同梱されるほか、原作者描き下ろしのスリーブジャケット仕様となっている。なお、テレビCMでは戸松遥が後ろ姿のみで出演した。

### BD-BOX
2012年11月21日にテレビシリーズ全12話とOVA、特典映像を収録した2枚組BD-BOXが発売された。

### CD
music palette
2009年10月28日発売。2枚1組。アニメで使用された歌とBGMが収録されている。
DJCD GAラジオ 爆発らじアート☆
2009年12月29日発売。2枚1組。DJCD撮り下ろし回新規収録のディスク、配信されたネットラジオ（詳細は「#ラジオ」を参照）をまとめ再構成したダイジェスト版ディスクの2枚組になっている。
撮り下ろし回にはノダ姉役 名塚雅絵がゲスト出演。

### その他
リトルマスコット
2009年9月下旬より発売。カプセルトイとして販売された。
リレイズセル
AIC ONLINESHOP（楽天市場）で受注販売。